# Myiornis albiventris
Myiornis albiventris е вид птица от семейство Tyrannidae.

## Разпространение
Видът е разпространен в Боливия и Перу.